# Округ Чероки (Ајова)
Округ Чероки (енгл. Cherokee County) је округ у америчкој савезној држави Ајова.

## Демографија
По попису из 2010. године број становника је 12.072, што је 963 (-7,4%) становника мање 2000. године.
| Група             | 2000.          | 2010.          |
| Белци             | 12.749 (97,8%) | 11.553 (95,7%) |
| Афроамериканци    | 41 (0,3%)      | 66 (0,5%)      |
| Азијати           | 56 (0,4%)      | 62 (0,5%)      |
| Хиспаноамериканци | 124 (1,0%)     | 274 (2,3%)     |
| Укупно            | 13.035         | 12.072         |